# Bob Baier
Bob Baier es un deportista alemán que compitió en vela en la clase Tornado.
Ganó una medalla de bronce en el Campeonato Mundial de Tornado de 2017 y una medalla de bronce en el Campeonato Europeo de Tornado de 2018.

## Palmarés internacional
| \| Campeonato Mundial \| Campeonato Mundial \| Campeonato Mundial \| Campeonato Mundial \| \| Año \| Lugar \| Medalla \| Clase \| \| ------------------ \| ------------------ \| ------------------ \| ------------------ \| \| 2017 \| Salónica (Grecia) \| Medalla de bronce \| Tornado \| \| Campeonato Europeo \| \| \| \| \| Año \| Lugar \| Medalla \| Clase \| \| 2018 \| Arco (Italia) \| Medalla de bronce \| Tornado \| |                   |                   |         |
| Campeonato Mundial |                   |                   |         |
| Año | Lugar             | Medalla           | Clase   |
| 2017 | Salónica (Grecia) | Medalla de bronce | Tornado |
| Campeonato Europeo |                   |                   |         |
| Año | Lugar             | Medalla           | Clase   |
| 2018 | Arco (Italia)     | Medalla de bronce | Tornado |